# Gran Premio de Baden-Württemberg de Motociclismo
El Gran Premio de Baden-Württemberg de Motociclismo fue una carrera de motociclismo de velocidad que se corrió solamente durante el año 1986 en el Hockenheimring. 

## Ganadores
| Año  | Circuito       | 80 cc          | 80 cc       | 125 cc         | 125 cc      |
| Año  | Circuito       | Piloto         | Constructor | Piloto         | Constructor |
| ---- | -------------- | -------------- | ----------- | -------------- | ----------- |
| 1986 | Hockenheimring | Gerhard Waibel | Real        | Fausto Gresini | Garelli     |